# Tupandactylus
Genre
Espèces de rang inférieur
- T. imperator (Campos & Kellner, 1997) [au départ Tapejara] (type)
- T. navigans (Frey, Martill & Buchy, 2003) [au départ Tapejara]

Synonymes
- Ingridia Unwin & Martill, 2007
- Tapejara navigans

Tupandactylus (littéralement « doigt de Tupan », en référence au dieu tupi du tonnerre) est un genre éteint de ptérosaures de la famille des Tapejaridae du Crétacé inférieur de la formation de Crato, au Brésil.
Il est remarquable par sa grande crête, constituée partiellement d'os et de tissus mous. Le genre Tupandactylus contient peut-être deux espèces, possédant des crêtes de taille et de forme différente, et qui pourraient avoir servi de signal pour leurs congénères, un peu comme les toucans utilisent leur bec coloré comme signal les uns pour les autres. Les crêtes des Tupandactylus sont des extensions semi-circulaires au-dessus de leur museau, avec dans le cas de l'espèce type T. imperator, une pointe osseuse qui s'étend derrière la tête. Une seconde espèce, T. navigans, ne possède pas cette pointe et sa crête est beaucoup plus verticale. Des traces de tissus mous montrent aussi que ces crêtes osseuses étaient prolongées par une structure beaucoup plus grande constituée d'une substance analogue à la kératine. La crête de T. navigans formait ainsi une sorte de voile dressée droit au-dessus de sa tête.

## Description

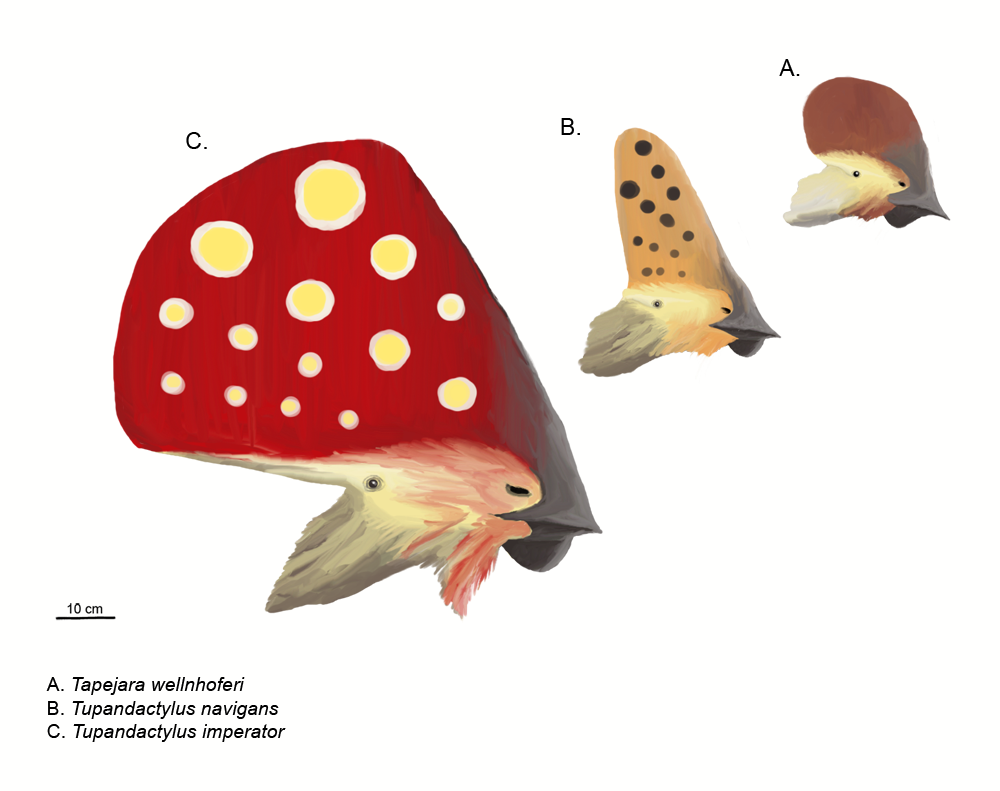
Reconstitution des crêtes (du haut en bas) de Tapejara wellnhoferi (A), Tupandactylus navigans (B) et Tupandactylus imperator (C).

Tupandactylus imperator est connu par quatre crânes presque complets. Son holotype est au MCT (spécimen 1622-R), un crâne et une partie de mâchoire inférieure découverts dans la formation Crato et datés de la limite Aptien-Albien, vers la fin du Crétacé inférieur, il y a environ 112 millions d'années. Il a d'abord été attribué au genre Tapejara, mais des recherches plus récentes ont indiqué qu'il méritait un genre particulier.
Son crâne n'a pas de dent et possède un crête sagittale proéminente, dont seule la base est osseuse : à l'avant de cette crête se trouve une grande baguette osseuse orientée vers le haut, et à l'arrière une longue pointe projetée vers l'arrière. L'essentiel de la crête était constitué de tissus mous analogues à de la kératine, soutenus par les deux aiguilles osseuses. Un autre crâne décrit en 2011, le spécimen CPCA 3590, a une mâchoire inférieure plus complète, qui montre que comme Tapejara, T. imperator avait une grande « quille » asymétrique en dessous de celle-ci. On pense que Tupandactylus se nourissait de fruits et de graines.
La taille de T. imperator (la plus grande espèce) est estimée entre 4 et 5 mètres d'envergure.
Certains spécimens de Tupandactylus conservent des traces d'un bec kératineux à l'extrémité des mâchoires. Ce bec ne s'étendait que sur la partie quillée de la mâchoire inférieure, car un spécimen a aussi conservé des pycnofibres (des filaments ressemblant à des poils) sur l'arrière des mâchoires.

## Classification

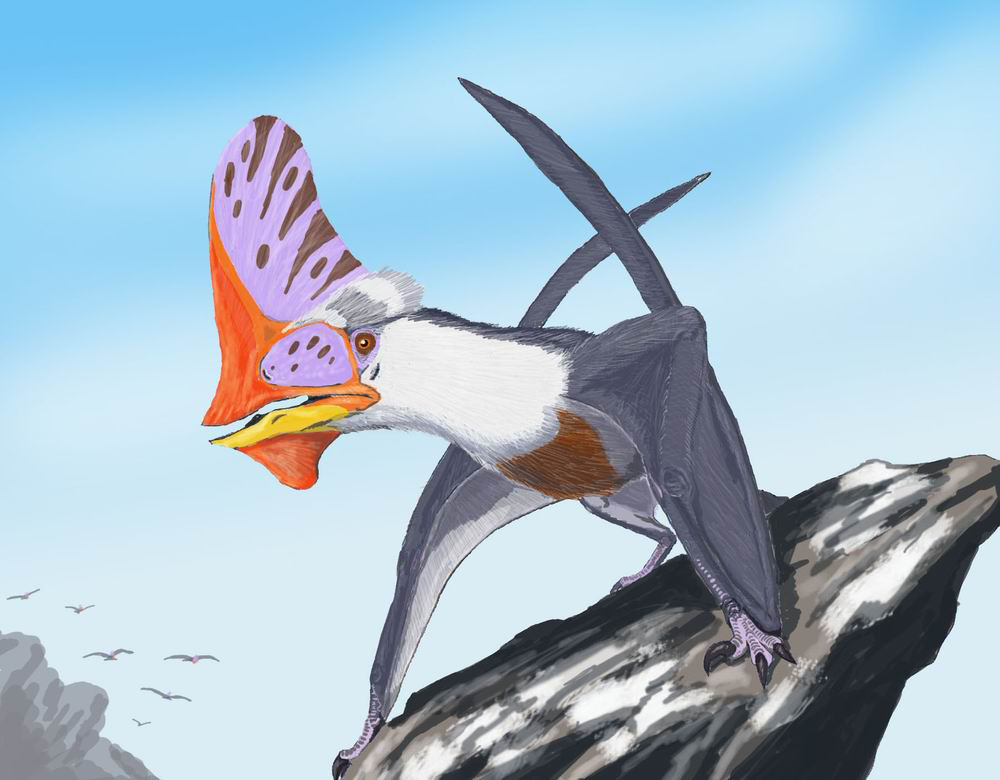
Vue d'artiste de Tupandactylus navigans.

À partir de 2006, plusieurs chercheurs, dont Kellner et Campos, découvrirent que les trois espèces traditionnellement assignées au genre Tapejara (T. wellnhofferi, T. imperator et T. navigans) étaient en fait distinctes, aussi bien du point de vue de leur anatomie que de leur relation aux autres ptérosaures de la famille des Tapejaridae, et qu'il fallait donc créer un nouveau nom de genre.
Cependant, la manière de diviser l'ancien genre causa une controverse. Kellner et Campos considéraient que seul T. imperator méritait un nouveau nom, et ils créèrent Tupandactylus. Une autre étude, publiée en 2007 par Unwin et Martill, montra que T. navigans, auparavant assigné à Tapejara, était en fait plus proche de T. imperator et appartenait avec lui à un genre distinct. En 2007, lors d'un symposium en l'honneur du fameux spécialiste des ptérosaures Peter Wellnhofer, Unwin et Martill annoncèrent le nouveau nom du genre, Ingridia, d'après le prénom de l'épouse décédée de Wellnhofer, Ingrid. Cependant, quand ils publièrent ce nom en 2007, ils choisirent imperator comme l'espèce type, plutôt que navigans, qu'ils intégraient aussi au genre Ingridia. En outre, l'article d'Unwin et Martill ne fut publié que plusieurs mois après celui de Kellner et Campos. Pour cette raison, comme les deux groupes d'auteurs utilisent imperator comme espèce type, Ingridia est considéré comme un synonyme plus récent de Tupandactylus.
Il a fallu attendre 2011 pour que T. navigans soit formellement reclassé dans le genre Tupandactylus, dans une étude confirmant les conclusions d'Unwin et Martill en 2007.
Selon les classifications, la famille des Tapejaridae fait partie de la super-famille des Tapejaroidea ou des Azhdarchoidea.

## Paléoécologie
Issu de la formation de Crato au Brésil, Tupandactylus cohabitait avec d'autres ptérosaures : Arthurdactylus, Aymberedactylus, Brasileodactylus, Lacusovagus et Ludodactylus, mais également avec Cratoavis, un oiseau.

## Dans la culture populaire
Tupandactylus navigans (nommé à cette époque Tapejara) est apparu en 1999 dans la série de la BBC Sur la terre des dinosaures. Il y est décrit au cours d'une hypothétique saison de reproduction au Brésil. T. navigans n'a été formellement décrit et nommé que quatre ans plus tard, en 2003.